# Italie 13

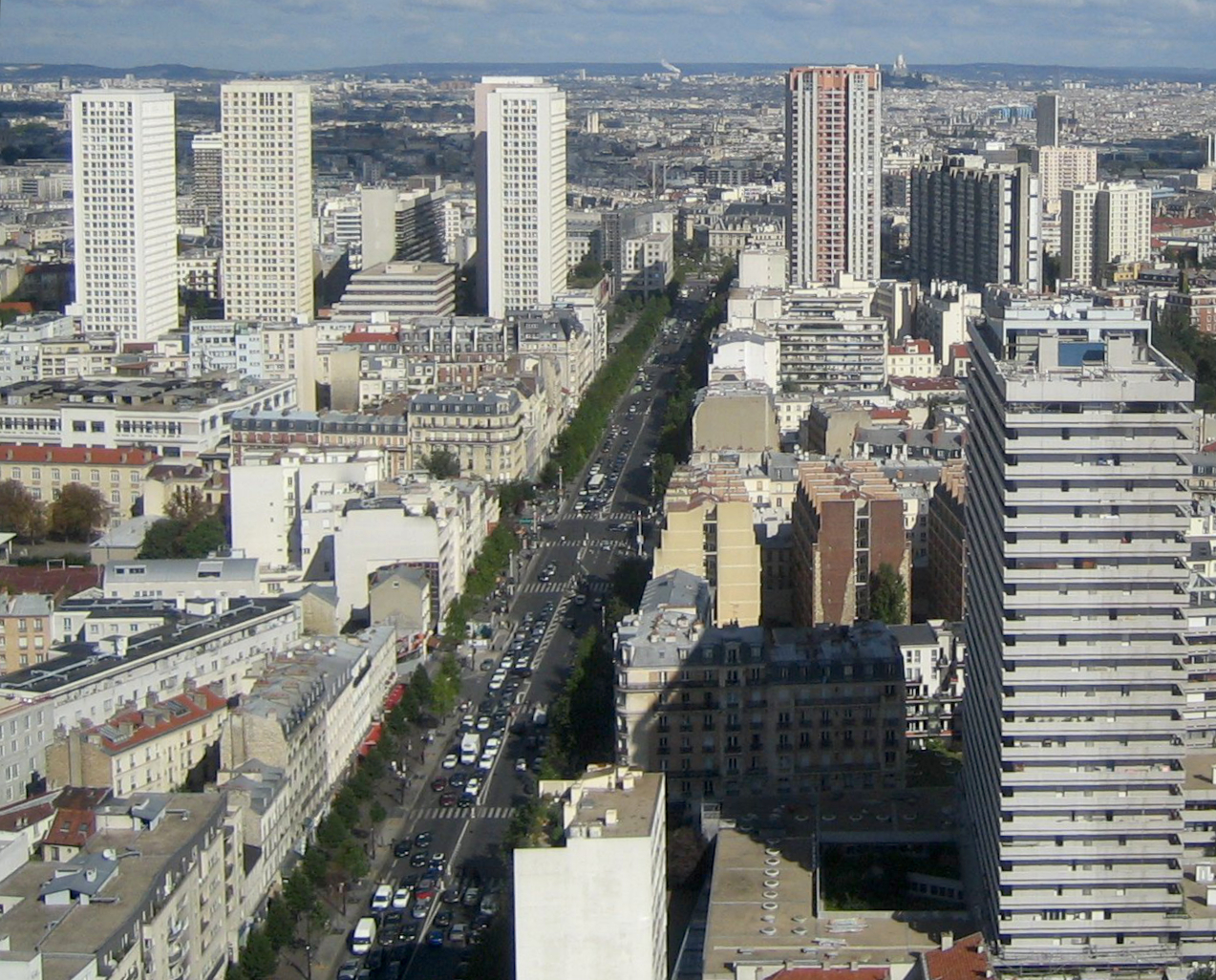
Pohled na Avenue d'Italie

Italie 13 nebo Italie XIII je název rozsáhlého urbanistického projektu, který byl realizován v 60. letech a dokončen v polovině 70. let v Paříži. Jeho cílem byla renovace části 13. obvodu kolem Avenue d'Italie, od čehož bylo odvozeno jméno celé operace. Výsledkem byla realizace výškových budov, zejména nová obytná čtvrť Les Olympiades.

## Historie
Operace Italie 13 byla jedním z návrhů městských urbanistů od počátku 20. století, jak zlepšit periferní obvody v Paříži. Zejména 13. obvod obsahoval mnoho čtvrtí, které byly považovány za nezdravé, zastaralé a nevhodné k bydlení. Renovace těchto oblastí neměla probíhat jen jako pouhá oprava stávajících staveb, ale měla být uskutečněna úplná přestavba, která vycházela z Athénské charty koncipované Le Corbusierem, tj. vysoké obytné domy s množstvím prosvětlených bytů, oddělení dopravních funkcí - hlavní silnice musejí být odděleny od pěších zón. Tento koncept nejlépe naplnila obytná čtvrť Les Olympiades.
Projekt Italie 13 měl zpočátku silnou podporu politických představitelů Páté republiky. Pařížská rada jej schválila 13. ledna 1966 a provedení svěřila soukromému sektoru. Bylo vybráno území o rozloze 87 ha mezi Place d'Italie, Avenue de Choisy, Rue de Tolbiac, Rue Nationale, maršálskými bulváry a části kolem Maison-Blanche a Butte aux Cailles po obou stranách Avenue d'Italie. Projekt zahrnoval výstavbu 16 400 bytů a 150 000 m2 obchodních prostor a kanceláří a také školy a malé zahrady. Všechny obytné budovy měly mít zhruba stejnou výšku - asi 30 pater.
V roce 1974 nový prezident Valéry Giscard d'Estaing zastavil podporu rozsáhlých urbanistických projektů a operace Italie 13 tak byla dokončena oproti původním plánům jen částečně. Výstavba výškových budov, která se v 60. letech jevila jako průlom v urbanismu, nepřinesla 13. obvodu vyšší estetickou úroveň. Uniformní domy ční nad okolní zástavbou mnohem výrazněji než stavby ve Front-de-Seine v 15. obvodu. Nicméně čtvrť Les Olympiades si udržela obchody a služby a prostory mezi stavbami nejsou tak vylidněné jako u Front-de-Seine. Také příchod asijského obyvatelstva a vznik asijské čtvrti přispěly k zachování vitality prostředí. Vzhledem k těmto zkušenostem bylo ve Francii a v Paříži obzvlášť, od operací tohoto typu upuštěno a urbanistické změny jsou mnohem skromnější. Projekt Paris Rive Gauche realizovaný jen několik set metrů od čtvrti Les Olympiades představuje návrat k tradiční městské zástavbě, jen při použití nových stavebních materiálů.

## Výsledky
Hlavními výsledky operace Italie 13 jsou tři kompaktní čtvrti a několik samostatných budov.

### Les Olympiades
Čtvrť Les Olympiades vznikala v letech 1969-1974 a spolu se čtvrtí Front-de-Seine je dnes jedinou komplexní zástavbou tohoto typu v Paříži. Výškové domy jsou orientovány v severojižní ose nezávisle na orientaci ostatních ulic. Jejich uspořádání připomíná horské údolí s obchodním centrem uprostřed, jehož střecha v podobě pagod se odklání od tradiční městské zástavby. V podzemí jsou příjezdové cesty k domům a pro zásobování obchodů. Tím došlo k oddělení funkcí veřejných komunikací, neboť na povrchu je pouze pěší zóna s obchody a vstupy do domů. Jednotlivé stavby nesou jména olympijských měst: Athény, Sapporo, Helsinky, Tokio apod.
Čtvrť Les Olympiades s moderním bydlením měla přilákat především mladé obyvatele, takže zde vznikla školská a sportovní zařízení. Ovšem standardizované bydlení Pařížany nenalákalo a mnohé budovy zůstaly prázdné. Teprve příchod uprchlíků z Vietnamu kolem roku 1975 oživil tuto čtvrť. Obyvatelstvo z Jihovýchodní Asie velmi rychle obsadilo tyto byty a po Vietnamcích přišly další imigrační vlny z Kambodže, Laosu a Číny, takže se zde vytvořila svébytná asijská čtvrť. Střecha obchodní centra ve tvaru pagod nijak nesouvisí s asijským obyvatelstvem, byla postavena již před jejich příchodem.

### Avenue d'Italie a Place d'Italie
Avenue d'Italie měla být rozšířena a přeměněna na rychlostní komunikaci vytvářející spojnici mezi 12. a 20. obvodem. Pro chodce byly určeny mosty nebo tunely. Na liché straně ulice vznikl mrakodrap Tour Antoine-et-Cléopâtre, který jediný nemá obdélníkový tvar. Na druhé straně byly postaveny čtyři věže kolem zahrad a obchodní centrum Italie 2. V těchto místech je Avenue d'Italie široká 70 metrů podle původních plánů. Nejambicióznějším projektem operace Italie 13 byl mrakodrap Tour Apogée, jehož výška byla srovnatelná s Tour Montparnasse. Návrhy ze 70. let se měnily, jeho výška se snižovala, až byl nakonec projekt zcela zrušen.

### Čtvrť Masséna
Tato čtvrť na Boulevardu Masséna zabírá prostor bývalé automobilky Panhard-Levassor od Porte d'Ivry k ulici Rue Gandon:
- Villa d'Este, kde je vysoká koncentrace výškových staveb v Paříži
- obchodní centrum Masséna 13
- Čtvrť Porte de Choisy

Mrakodrapy v této čtvrti jsou lépe integrovány do městské zástavby. Nesou jména italských hudebních skladatelů nebo měst: Puccini, Palermo, Rimini...

### Další stavby
V rámci operace vzniklo i několik izolovaných budov:
- Poblíž Porte d'Italie: Tour Super-Italie, válcová budova a Tour Chambord na Boulevardu Kellermann.
- Podél Boulevard Vincent-Auriol: různě vysoké budovy, z nichž tři nesou jména Cheops, Chephren a Mykerinos kvůli mírně pyramidovému tvaru základny. Vedle stojí originální mrakodrap Tour du Nouveau-Monde, jehož stěny zdobí basreliéfy po celé výšce.